# Colias

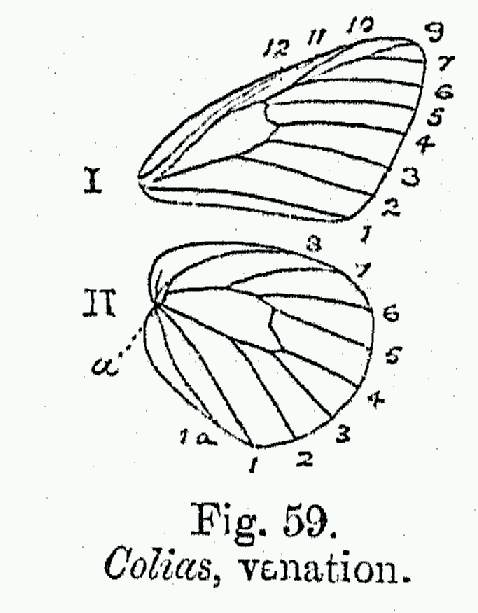
Flügelform und Aderung bei der Gattung Colias

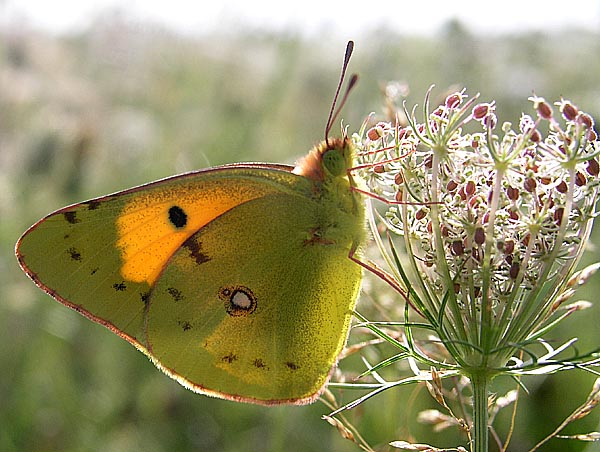
Postillon (Colias croceus)

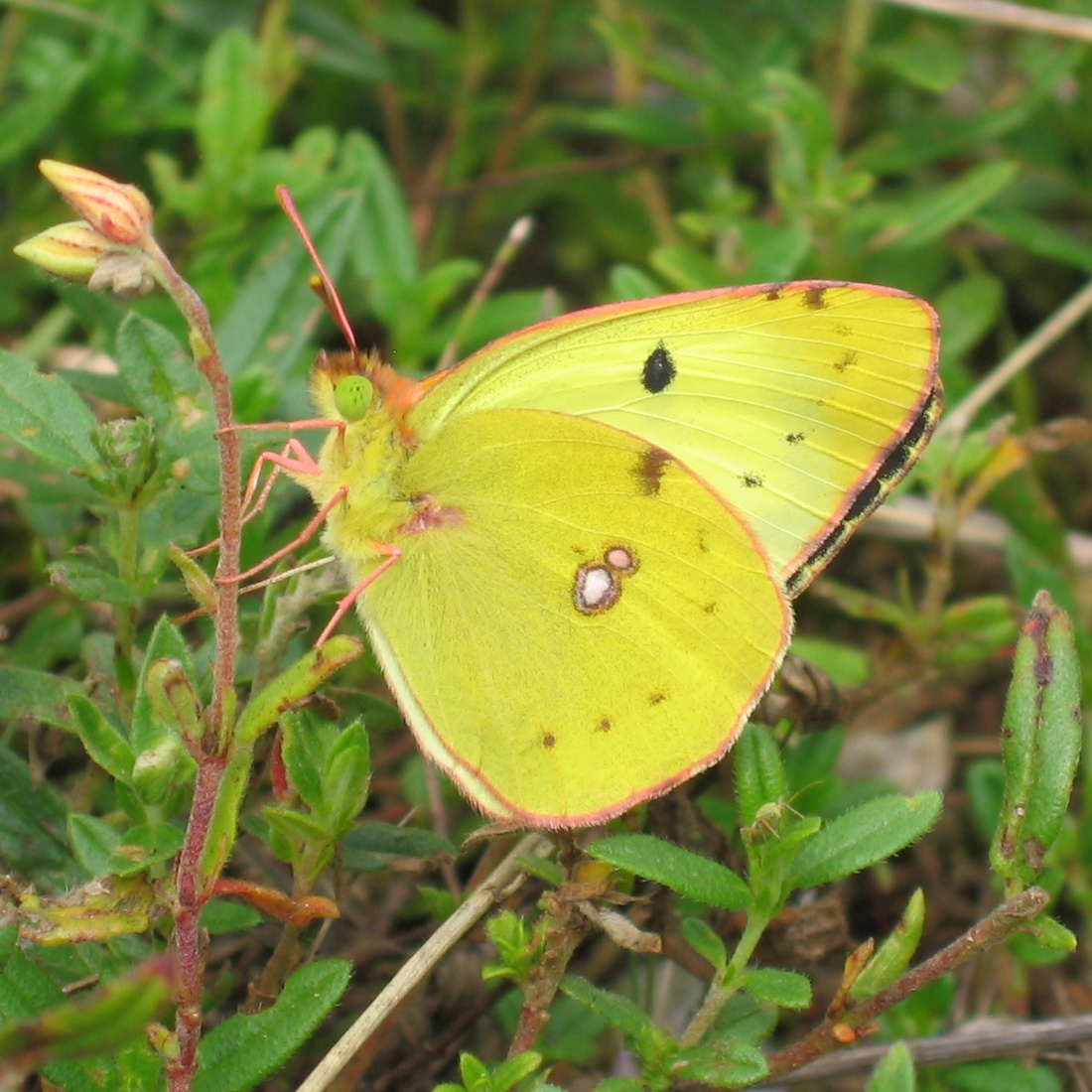
Hufeisenklee-Gelbling (Colias alfacariensis)

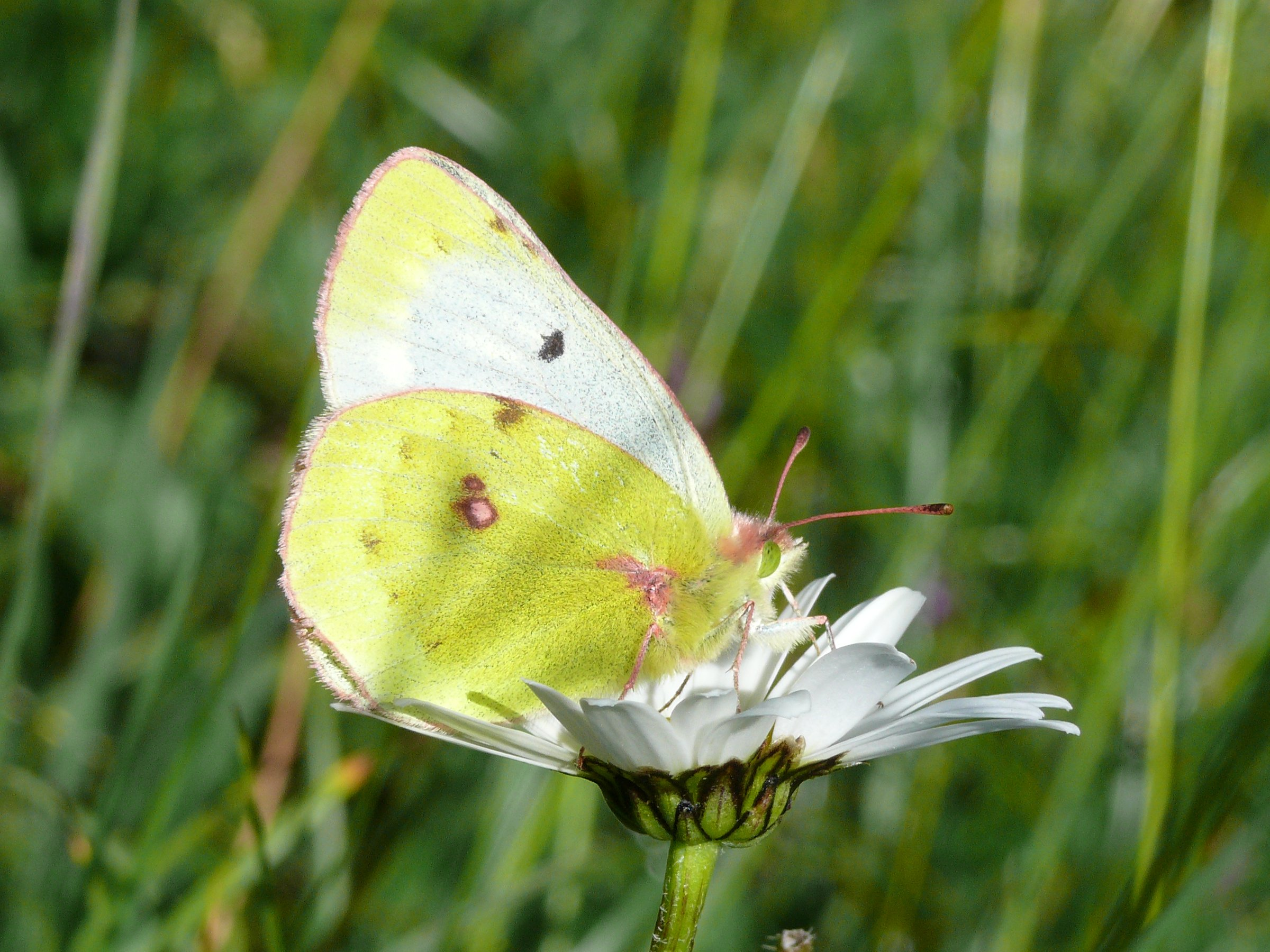
Alpen-Gelbling (Colias phicomone)

Colias ist eine Gattung meist mittelgroßer Schmetterlinge (Tagfalter) aus der Unterfamilie der Gelblinge (Coliadinae) in der Familie der Weißlinge (Pieridae). Die Gattung umfasst etwa 80 Arten und hat ihren Verbreitungsschwerpunkt in Zentralasien.

## Merkmale
Die Falter haben meist Mittelgröße, einige Arten sind zu den größeren Faltern zu zählen. Die Grundfarben sind gelb, orange und manchmal weiß oder grünlich gelb. Sie haben eine dunkle Binde am Flügelrand, die bei den Weibchen allgemein stärker ausgebildet ist. Die Fühler sind ziemlich kurz mit allmählich verdickter, aber deutlicher Kolbe. Die Äderung der Flügel ist charakteristisch durch den völligen Mangel der Präkostalis, den sie nur mit der äußerlich ganz verschiedenen Gattung Terias gemeinsam haben. Die Spitze der Vorderflügel ist abgerundet. Der Vorderflügel hat vier Subcostaläste, von denen der erste weit vor dem Schluss der Mittelzelle abzweigt. Die obere Radialis entspringt der Subcostalis, daher ist die obere Discocellularis fehlend.
Die Männchen vieler Arten besitzen als sekundär-sexuelle Auszeichnung am Vorderrand der Hinterflügeloberseite eine scharf begrenzte kleine Scheibe aus Duftschuppen. Der Geschlechtsdimorphismus ist bei einigen Arten gut entwickelt, ebenso der Dimorphismus der weiblichen Formen, die vielfach in einer blassen (f. alba) und einer hochgelben oder orangefarbenen Form auftreten. Ein Saisondimorphismus mit einer Frühjahrs- und Sommerform existiert bei einigen zweibrütigen Arten wie etwa Colias philodice.
Es besteht eine Korrelation zwischen der Ausdehnung der schwarzen Flügelbereiche und der Seehöhe und damit der Temperatur, in der die Tiere vorkommen. Je kälter die Region ist, desto ausgeprägter sind die dunklen Ränder.
Die Hinterflügel haben einen zentralen markanten Fleck, der bei manchen Arten auf der Unterseite einen rötlichen Rand hat. Die Geschlechter sind aufgrund des Sexualdichroismus der Gattung meist gut zu unterscheiden, jedoch sind die Imagines der einzelnen Arten teilweise nur schwer oder gar nicht zu unterscheiden. Das trifft zum Beispiel auf die in Mitteleuropa vorkommenden Arten Südlicher Heufalter (C. alfacariensis) und Goldene Acht (C. hyale) zu, die nur im fortgeschrittenen Larvenstadium unterscheidbar sind.
Die spindelförmigen, horizontal geriffelten Eier werden mit einem scheibenförmigen Fuß an Pflanzen befestigt. Die Raupen besitzen einen kleinen Kopf und haben nur einzelne, kurze Haare und keine Stacheln. Sie sind meist grün gefärbt und haben teilweise Längsstreifen.

## Verbreitung
Die Gattung hat ihr Hauptverbreitungsgebiet in Asien mit mindestens 45 Arten, wobei besonders viele in Zentralasien ihre Heimat haben. In Europa kommen 12 Arten vor, in Nordamerika 14. In den Gebirgen des tropischen Mittel- und Südamerika sowie in den Ebenen des südlichen Teils von Südamerika kommen acht Arten vor. Nur vier Arten kommen in Afrika vor und in Südostasien und Australien fehlen sie ganz. Die Colias-Arten kommen in Europa bis Norwegen und in Asien bis Japan, in Afrika bis zum Kap und in Nord- und Südamerika von Kanada bis Patagonien vor.

### Lebensraum
Die Tiere sind fast ausschließlich auf Gebiete mit gemäßigtem Klima beschränkt und fehlen in den heißen tropischen Zonen. In kühlen Zonen sind einige Arten anzutreffen, wie etwa Colias meadii im hochalpinen Bereich der Rocky Mountains bis auf 3600 Meter ü. NN, der damit einen der höchsten Lebensräume unter den Schmetterlingen hat. Colias hecla erreicht in Grönland den 75. Breitengrad und in Feuerland kommt mit Colias ponteni eine der schönsten und größten Arten vor.
Die meisten Arten sind an einen bestimmten Lebensraum gebunden, nur wenige Arten sind weit verbreitet und leben in zahlreichen Lebensräumen. Typisch sind alpine Zonen und grasbedeckte Tundren, nur wenige leben in von Wäldern umgebenen Mooren, wie etwa der Hochmoorgelbling (Colias palaeno) und Colias scudderi, oder auf krautigen Flächen wie etwa Colias eurytheme. Nur wenige leben in tiefen Lagen (Colias pelidne).

## Lebensweise
Einige Arten treten in zwei Generationen, aber wohl die meisten in nur einer Generation auf. Die Überwinterung in den gemäßigten und kühlen Zonen findet als Raupe statt.

### Falter
Die Schmetterlinge sind rasche und ausdauernde Flieger. Die größeren Arten fliegen in der Regel einige Meter über dem Boden. Alle Falter der Gattung Colias sind seitliche Absorptionssonner und schließen deshalb sofort nach der Landung ihre Flügel und stellen eine Flügelunterseite ins Lot zur Sonne. Je nach Sonnenstand können sie dabei fast am Boden liegen.
Die Männchen vieler Arten bilden in Drüsen unter den Duftschuppen Pheromone um Weibchen anzulocken. Die Dichte der Duftschuppen ist bei einigen Arten doppelt so hoch wie die normaler Schuppen. Damit die Pheromone nicht durch Flügelschläge verweht und verschwendet werden, sitzen die Duftschuppen auf den Hinterflügeloberseiten an einer Stelle, an der sich Vorder- und Hinterflügel überdecken. Die polaren Arten Colias hecla und Colias nastes produzieren beispielsweise keine Pheromone. Außer an den Pheromonen können die Weibchen teilweise die Männchen ihrer Art am Muster der Flügel im ultravioletten Bereich erkennen. Die Männchen von Colias eurytheme müssen im UV-Bereich Licht reflektieren, damit es zu Paarung kommen kann, während dies bei der nahe verwandten Art Colias philodice, die zusammen stellenweise Hybride bilden, nicht der Fall ist.
Etwa ein bis zwei Tage nach der Paarung fangen die Weibchen an, für mehrere Wochen viele Eier zu legen. Wenn sie so lange leben, geht danach die Eiproduktion zurück. Sie können bis zu 700 Eier legen, wobei es in der freien Natur durch die kürzere Lebenserwartung im Durchschnitt deutlich weniger sind.
Die Weibchen von Colias philodice können die Besonderheiten einer Pflanzenart erkennen und legen danach mehrheitlich an dieser Art ab, während andere Weibchen im selben Gebiet sich auf eine andere Art spezialisieren.
Die Colias Männchen sammeln sich oft an feuchten Stellen und saugen mit dem Wasser Natrium-Ionen auf. Hat sich eine Männchen an einer feuchten Stelle niedergelassen, so werden andere darauf aufmerksam und innerhalb kurzer Zeit kann sich eine große Zahl versammeln. Selbst von toten Faltern am Boden werden sie kurz angelockt. Frische männliche Falter haben eine etwa doppelt so hohe Natriumkonzentration wie die Weibchen. Diese nimmt mit zunehmendem Alter bei den Männchen stetig ab, während sie bei den Weibchen recht stabil ist, obwohl sie für die Eier Natrium brauchen. Sie erhalten aber von den Männchen über die Spermatophore eine Menge Natrium, das den Verlust durch die Eier ausgleicht.

### Raupen
Die Nahrungspflanzen der Raupen sind in erster Linie Schmetterlingsblütler (Faboideae), besonders der Gattungen Tragant (Astragalus) und Klee (Trifolium). Einige der in Wäldern lebenden Arten fressen an Laubbäumen wie Weiden und an Heidelbeeren (Vaccinium). Die meisten Arten sind Nahrungsspezialisten und an eine oder nur wenige Arten gebunden.
Bei einigen alpinen Arten überwintern die Raupen zweimal, erst als junge und dann als fast vollentwickelte Raupe. Die Raupen bevorzugen mit 20 bis 29 °C kühlere Temperaturen als die späteren Falter. Sie verpuppen sich als Stürzpuppe.

## Genetik
Die blasse Form (f. alba) der Weibchen tritt bei allen Colias und verwandten Arten auf, was zeigt, dass dieses Merkmal schon bei dem gemeinsamen Vorfahren der Art vorhanden war und bei allen davon entwickelten Arten erhalten blieb. Diese Eigenschaft wird dominant vererbt. Die weißen Weibchen bevorzugen die gleichen Temperaturen wie die normale Form, sie entwickeln sich aber schneller, enthalten mehr Fett und legen größere Eier, da sie keinen Stickstoff für die Produktion von orangen Pigmenten brauchen. Das gibt ihnen einen Vorteil, besonders in kälteren Regionen vor der normalen Form, die von den Männchen bevorzugt wird.
Die Eigenschaft, ultraviolettes Licht zu reflektieren, ist geschlechtsspezifisch und wird über die beiden X-Chromosomen der Männchen vererbt. Die Weibchen reflektieren kein ultraviolettes Licht, obwohl sie neben einem Y- auch ein X-Chromosom haben.
Die Tageslänge (Photoperiode) steuert, ob Gene aktiviert werden, die für die Frühjahrs- oder Sommerform der Falter verantwortlich sind.

## Schadwirkung
Colias eurytheme und Colias philodice können in Nordamerika auf Klee- und Luzernefeldern (Medicago sativa) als Schädlinge auftreten.

## Etymologie
Colias ist ein Beiname der Göttin Aphrodite (Göttin der Liebe, der Schönheit und der sinnlichen Begierde).

## Systematik
Von den etwa 80 Arten der Gattung Colias kommen im deutschsprachigen Raum (A, CH, D) acht vor. In ganz Europa sind sie mit 12 Arten vertreten.

### Arten im deutschsprachigen Raum und Europa

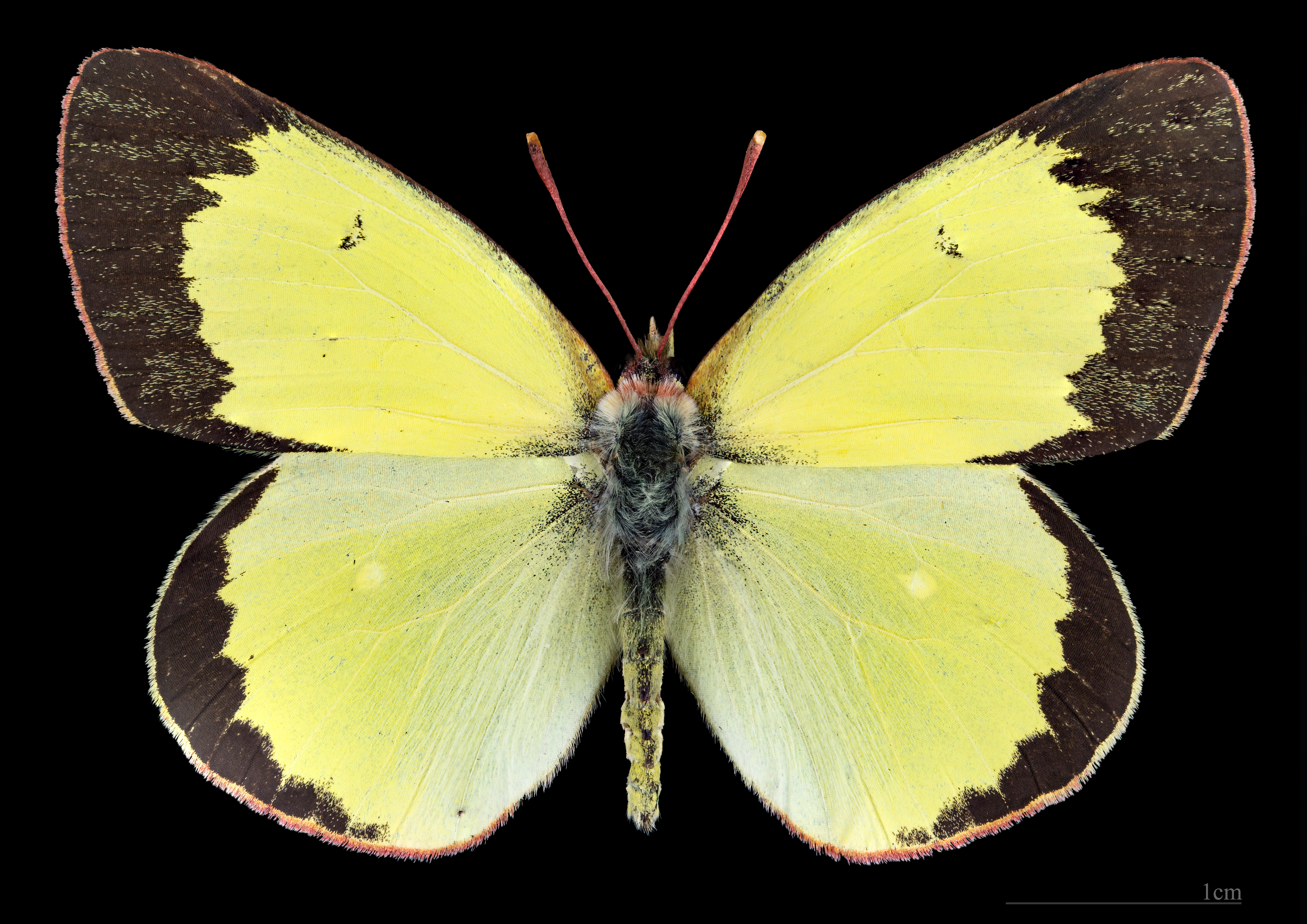
Hochmoorgelbling (Colias palaeno), Männchen

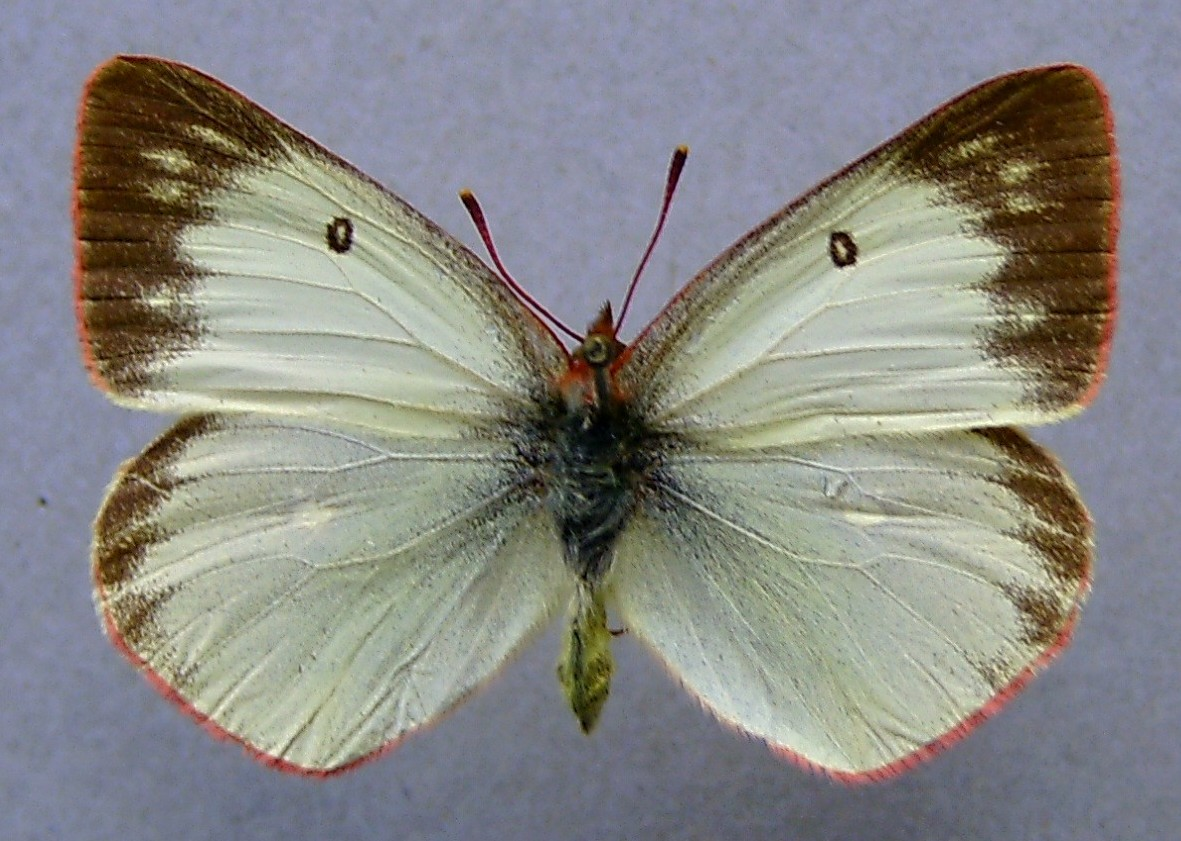
Hochmoorgelbling (Colias palaeno), Weibchen

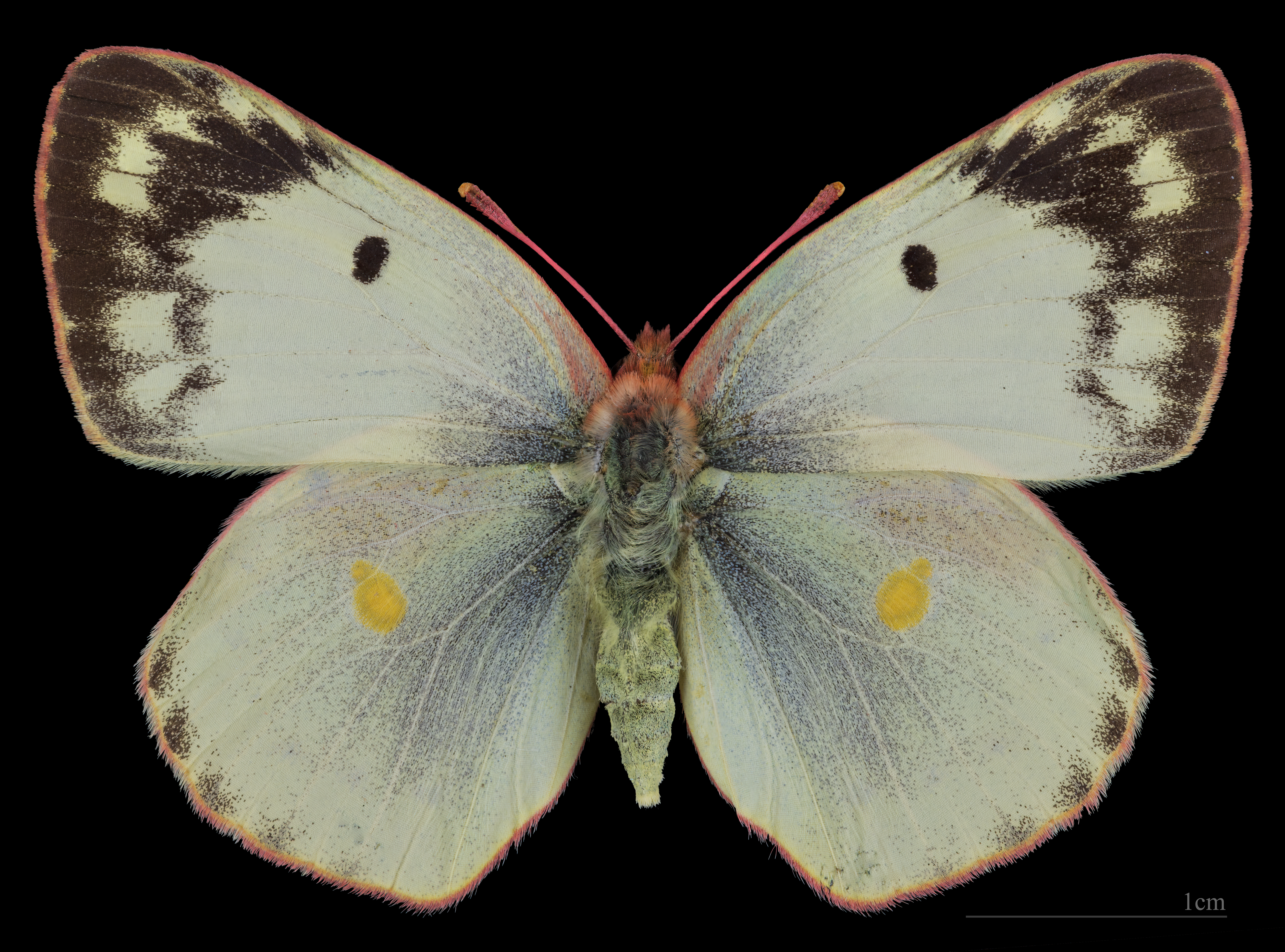
Hufeisenklee-Gelbling (Colias alfacariensis), Weibchen

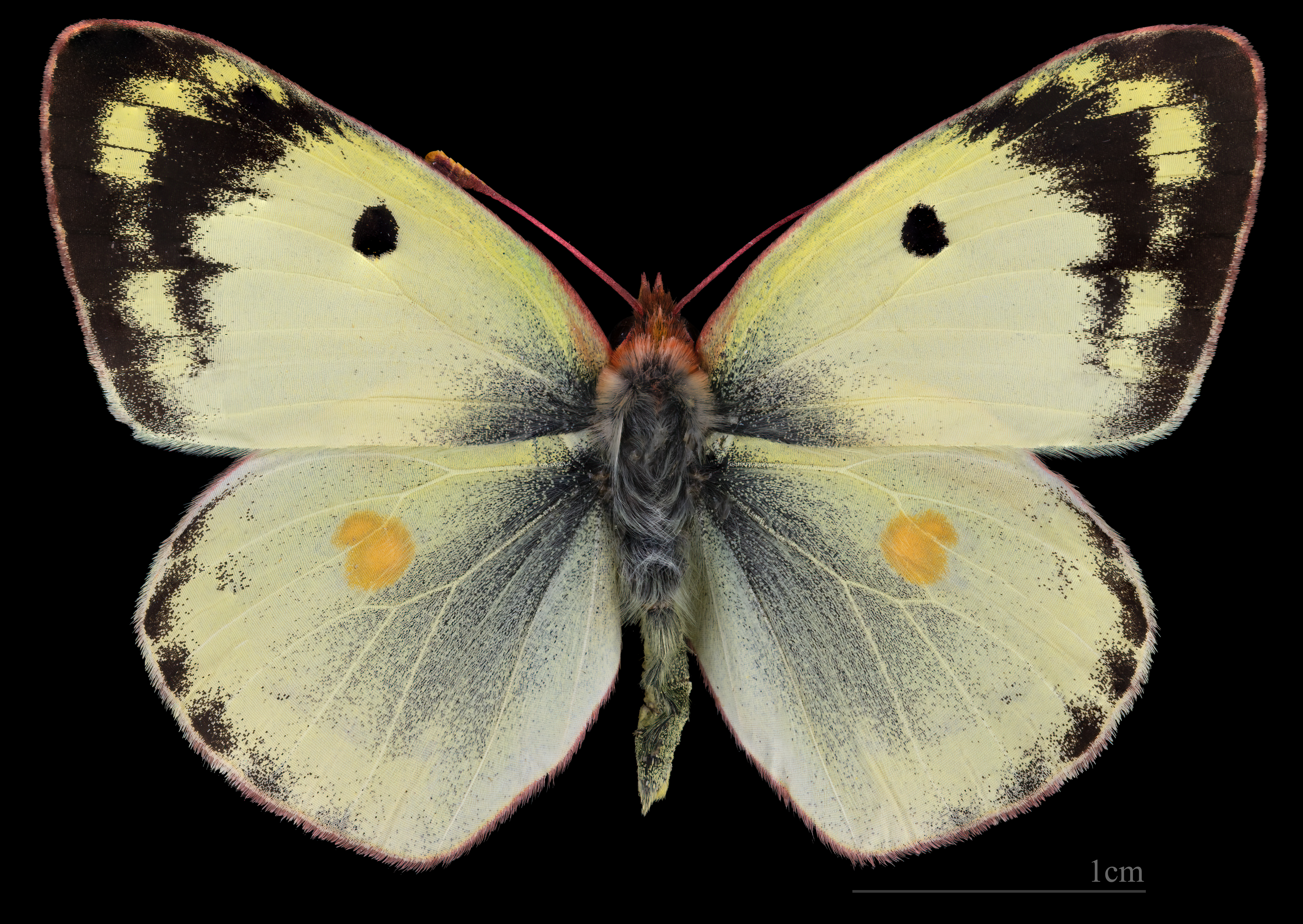
Goldene Acht (Colias hyale), Männchen

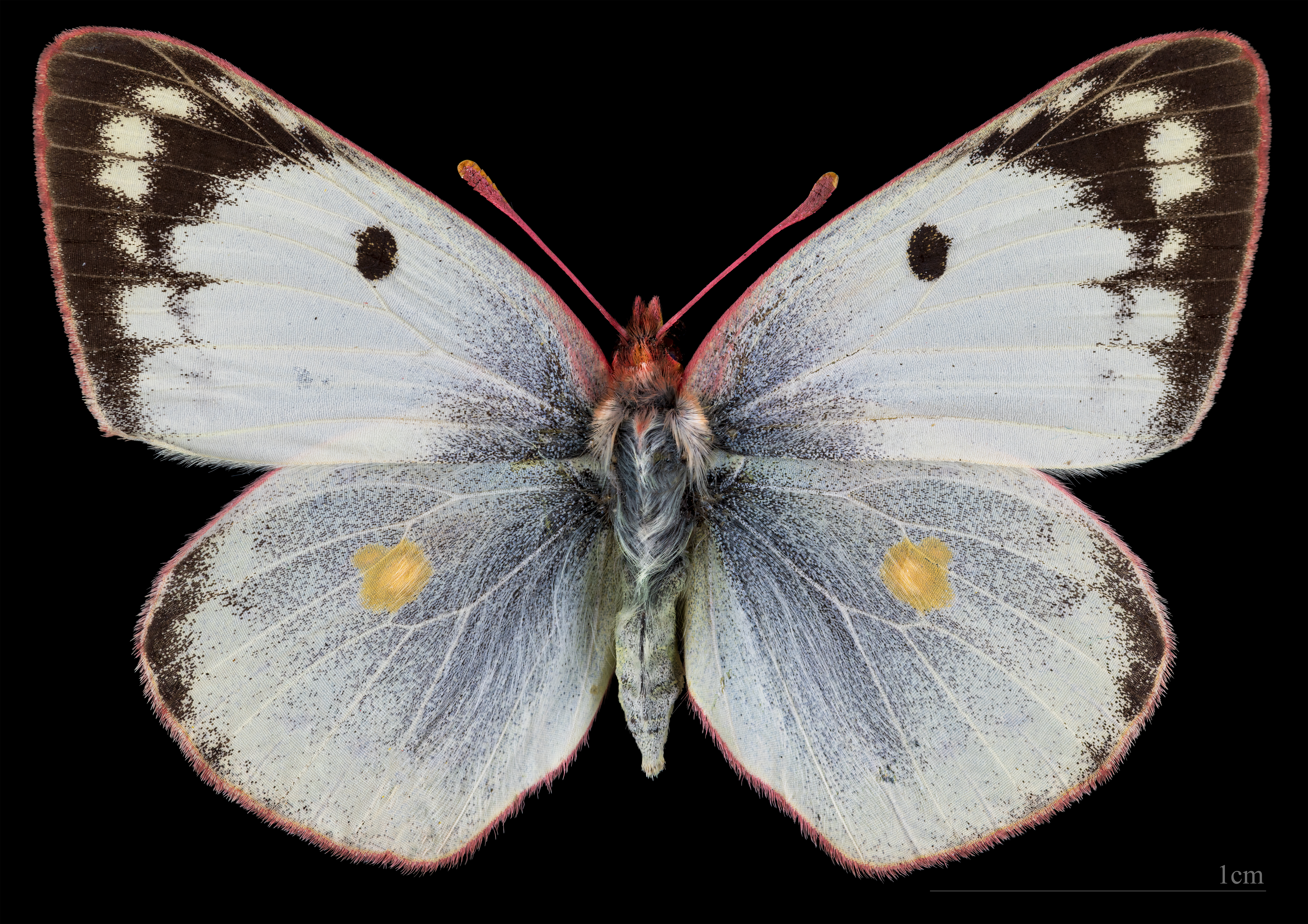
Goldene Acht (Colias hyale), Weibchen

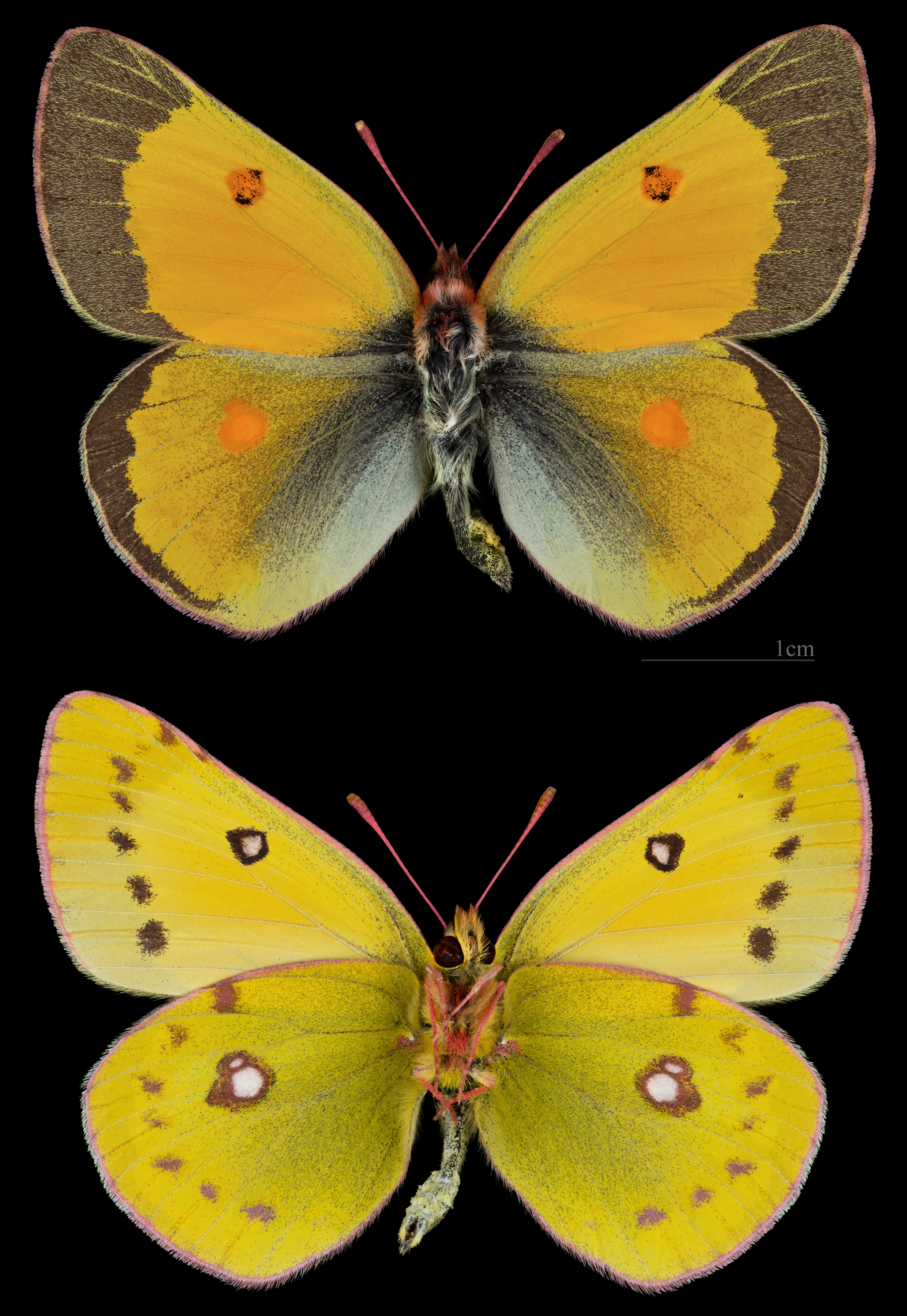
Hellorangegrüner Heufalter (Colias chrysotheme), Männchen

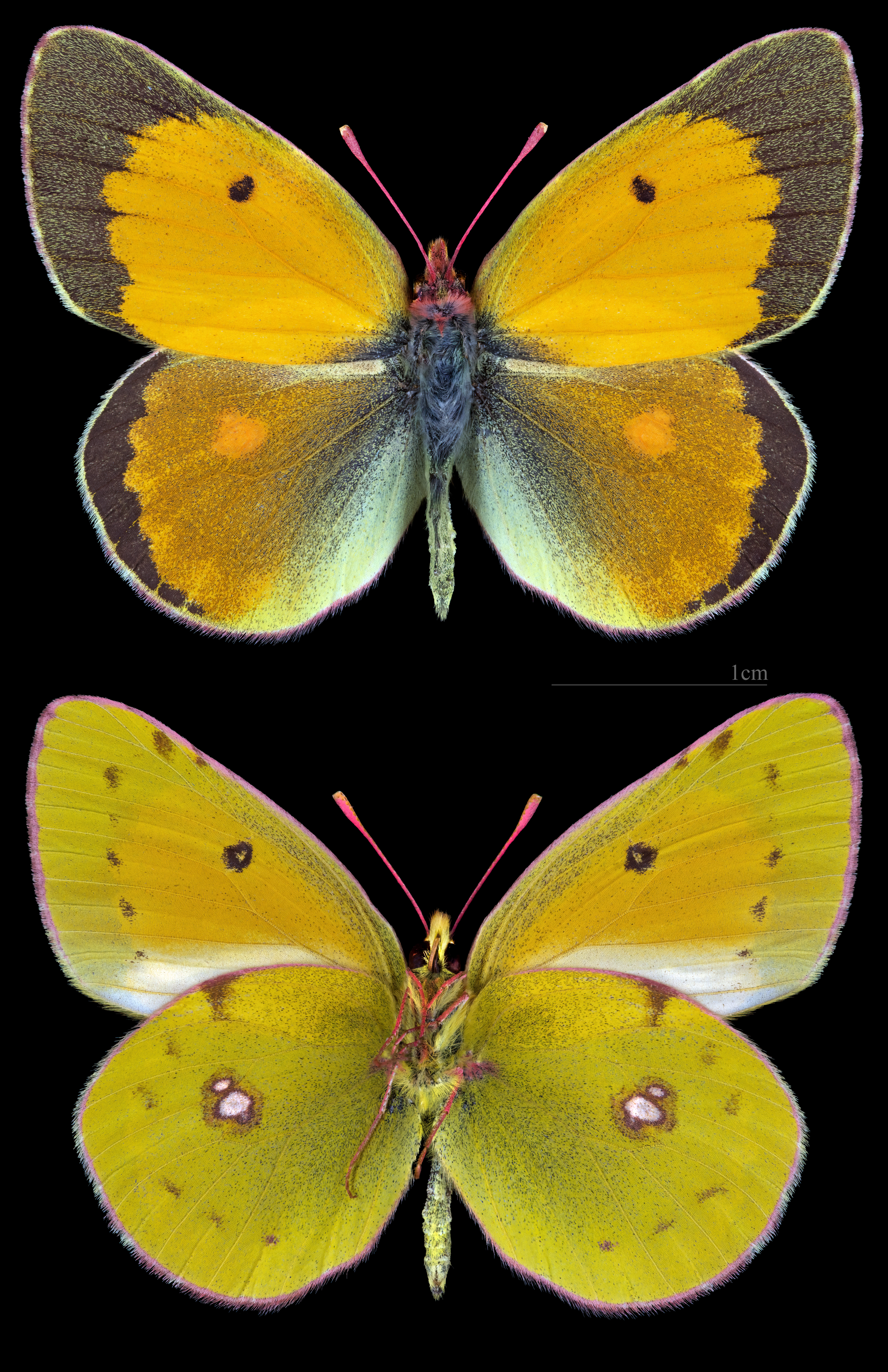
Regensburger Gelbling (Colias myrmidone), Männchen

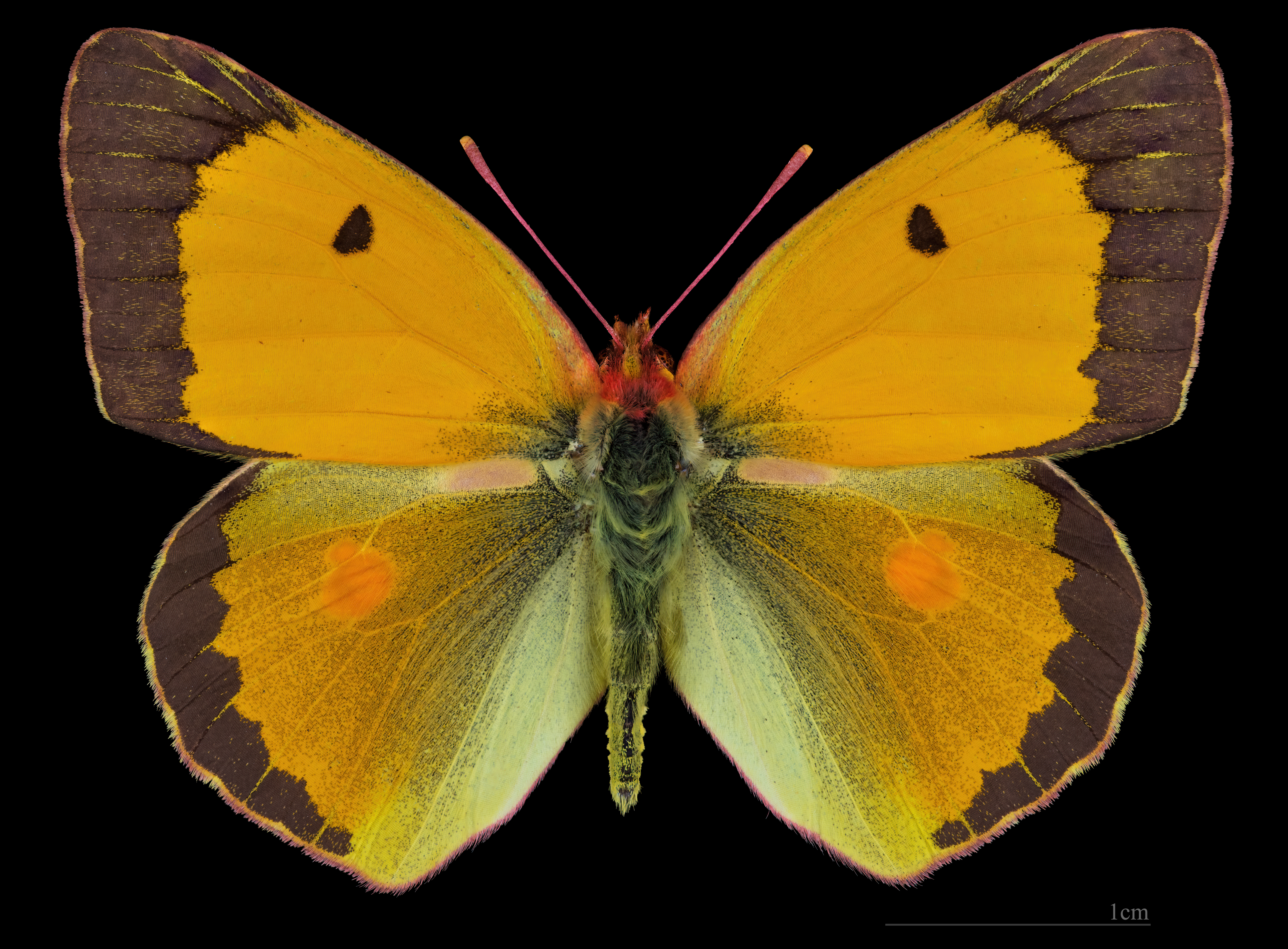
Postillon (Colias croceus), Männchen

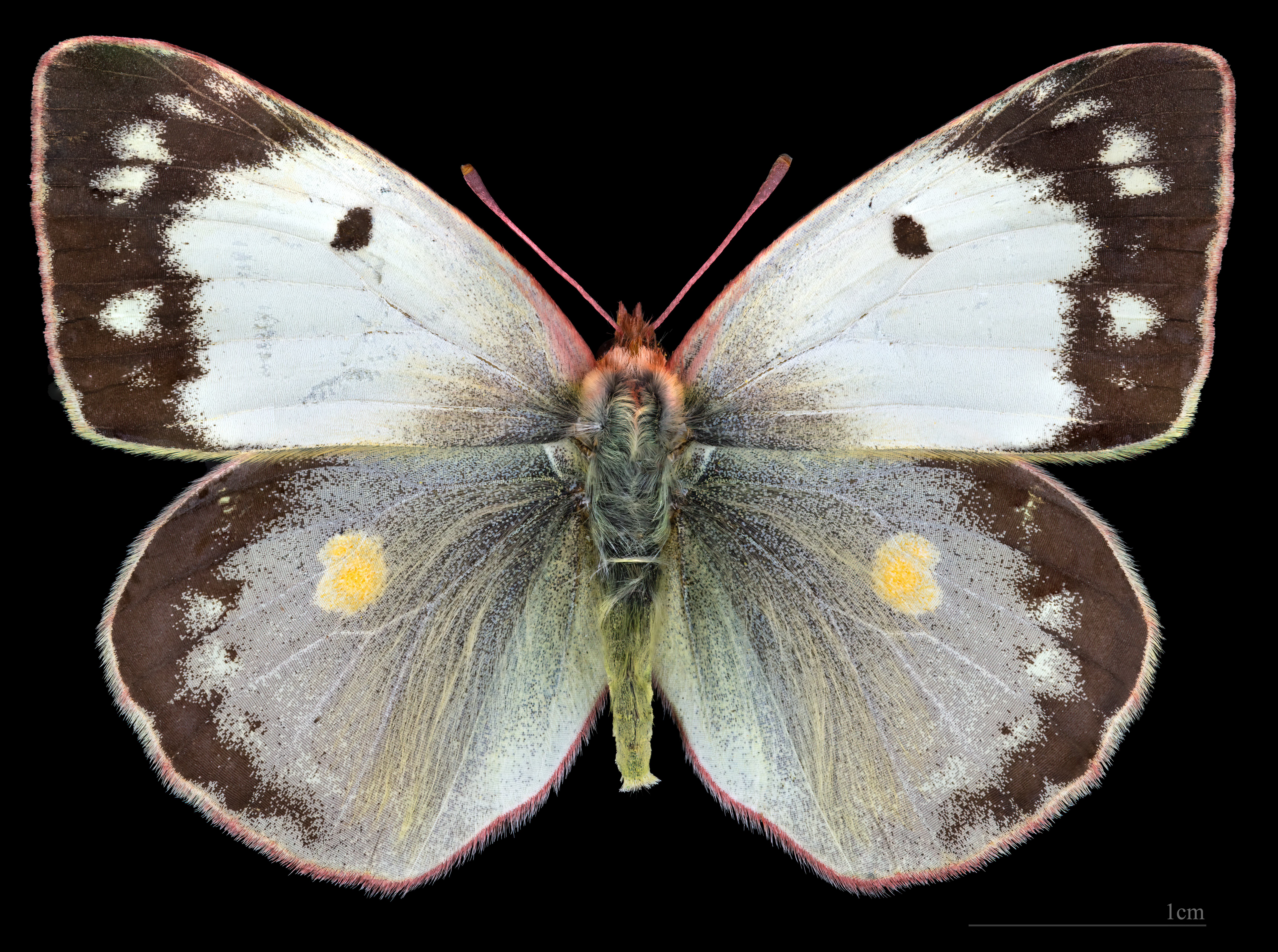
Colias croceus f. helice, Männchen

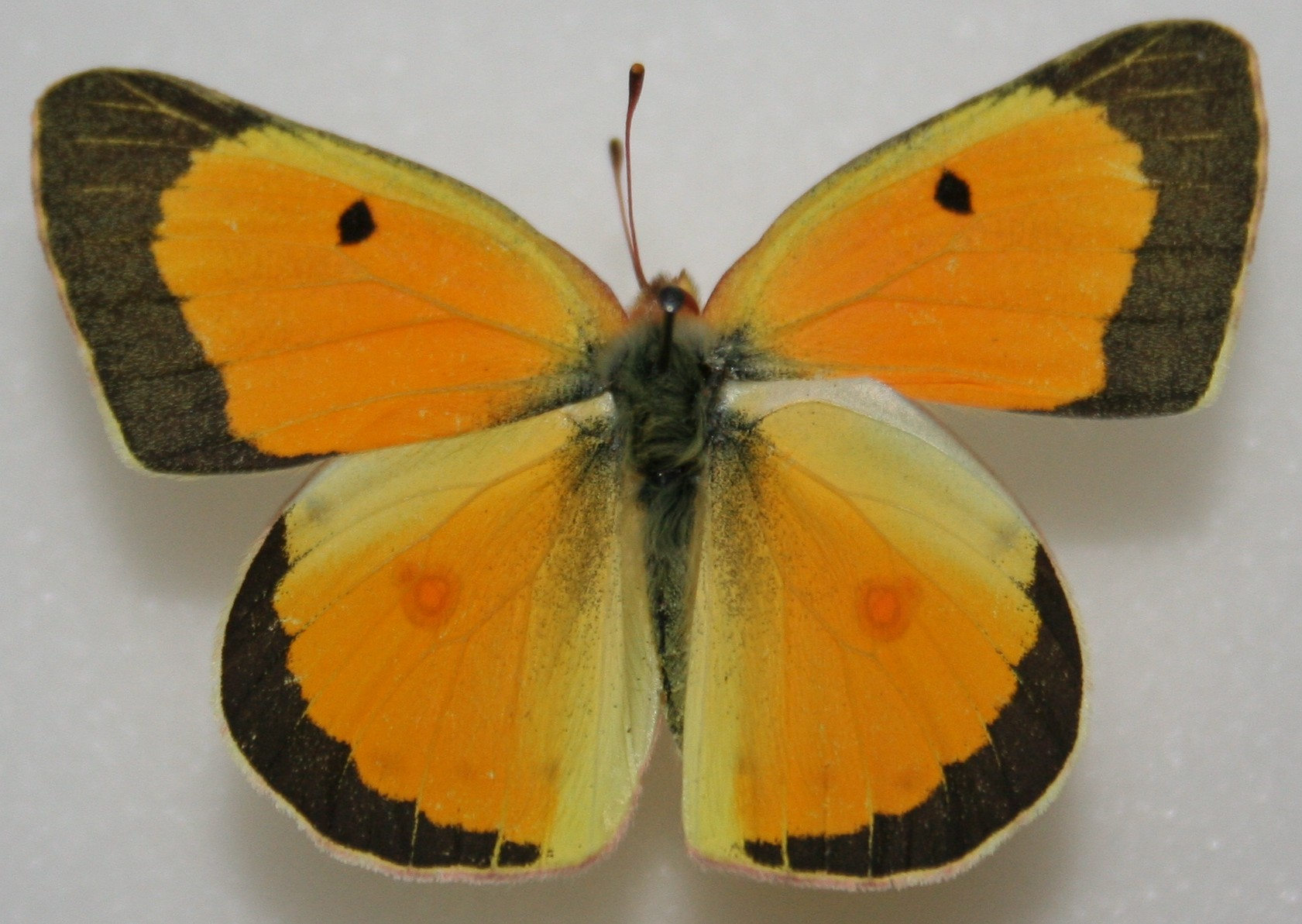
Colias eurytheme, Männchen

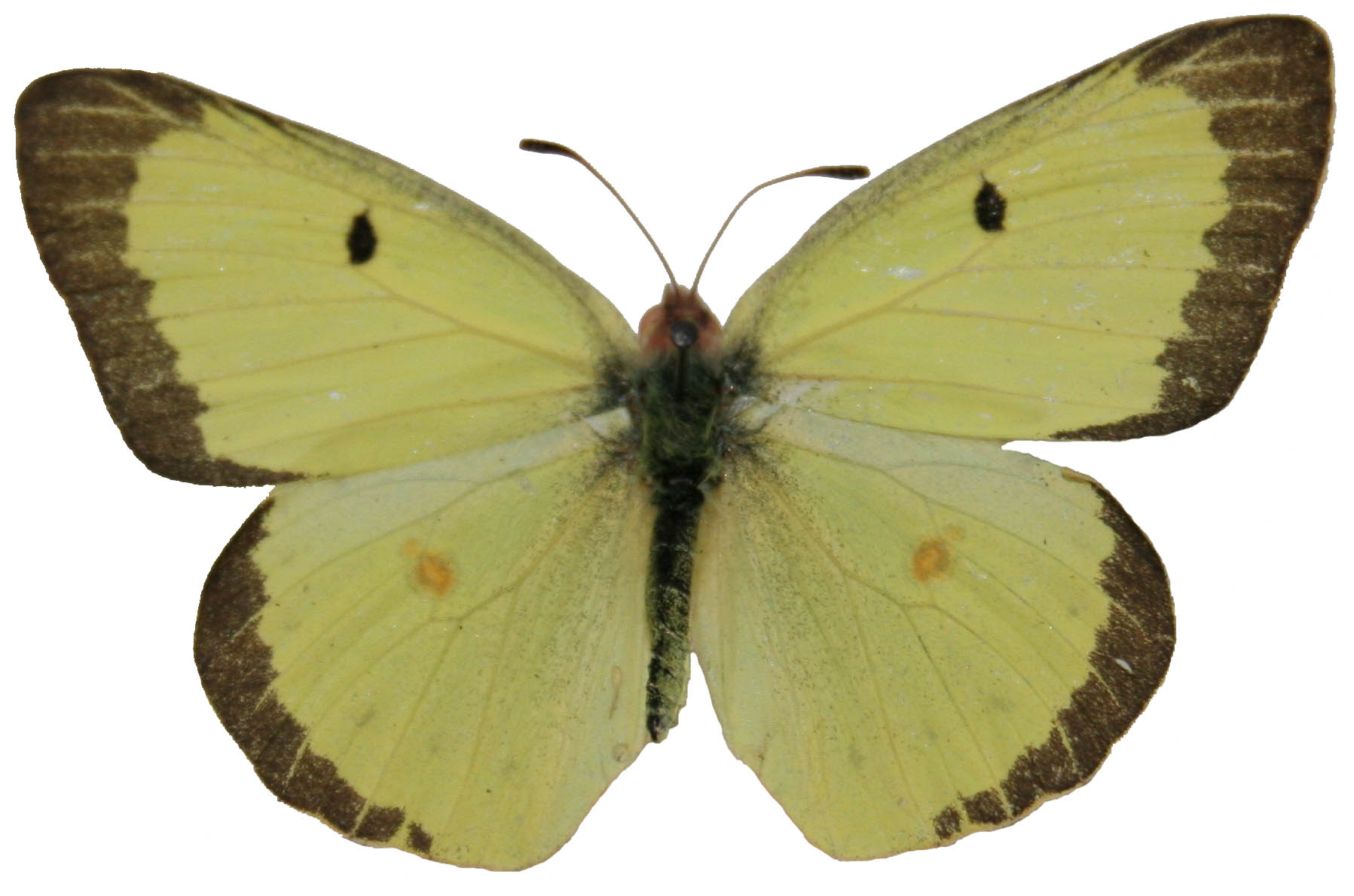
Colias philodice, Männchen

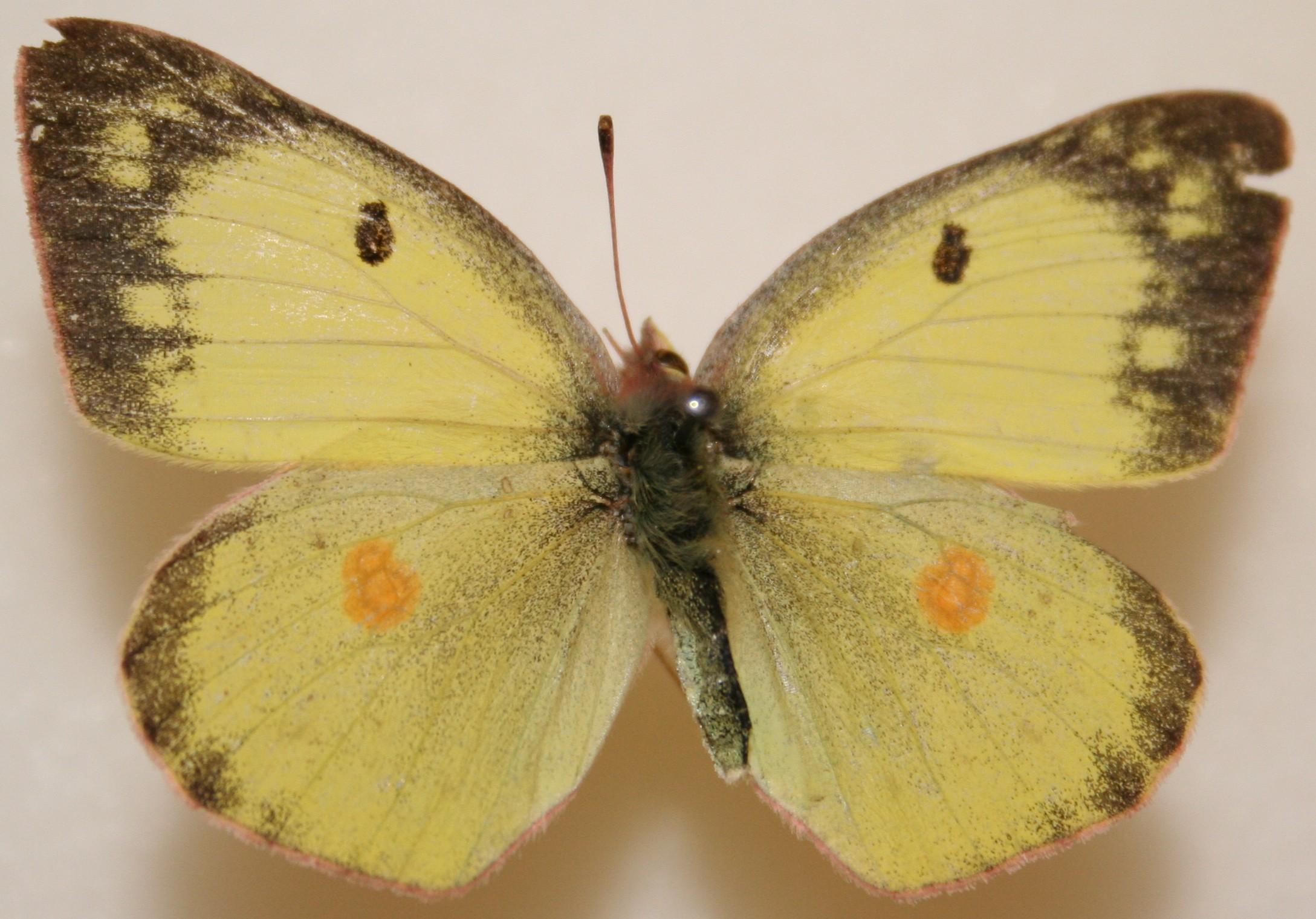
Colias philodice Weibchen

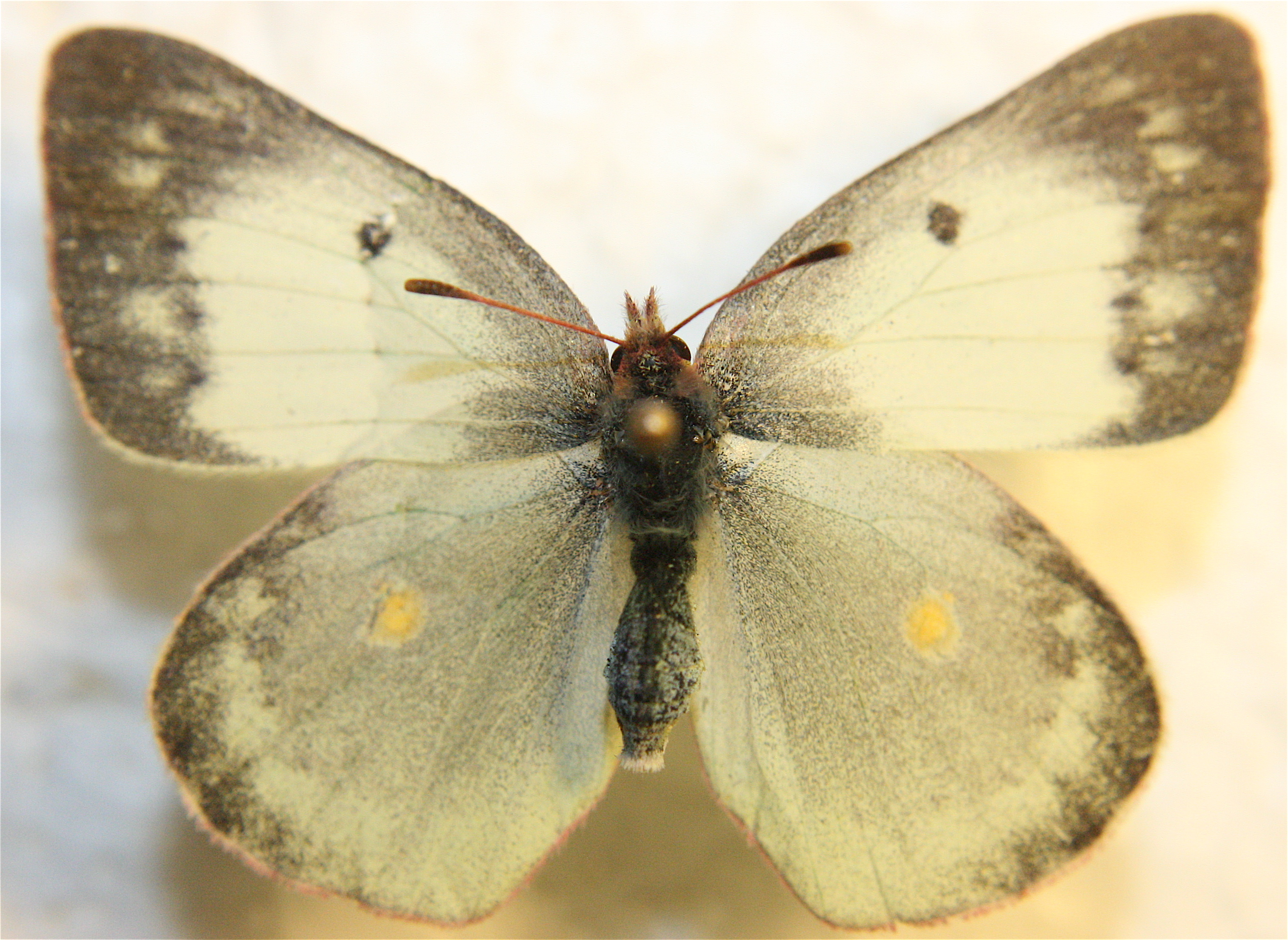
Colias philodice f. alba, Weibchen

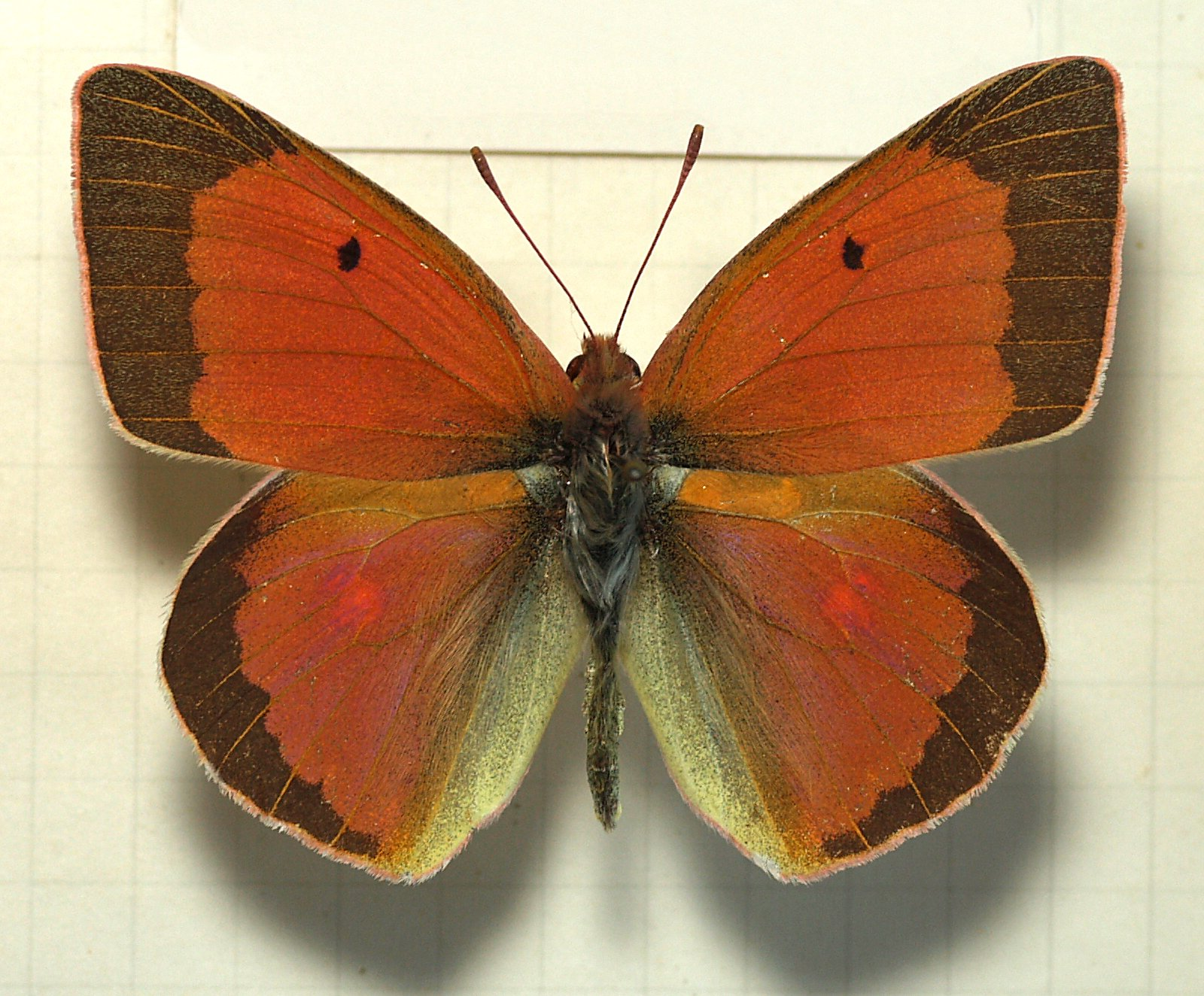
Colias aurorina heldreichi, Männchen

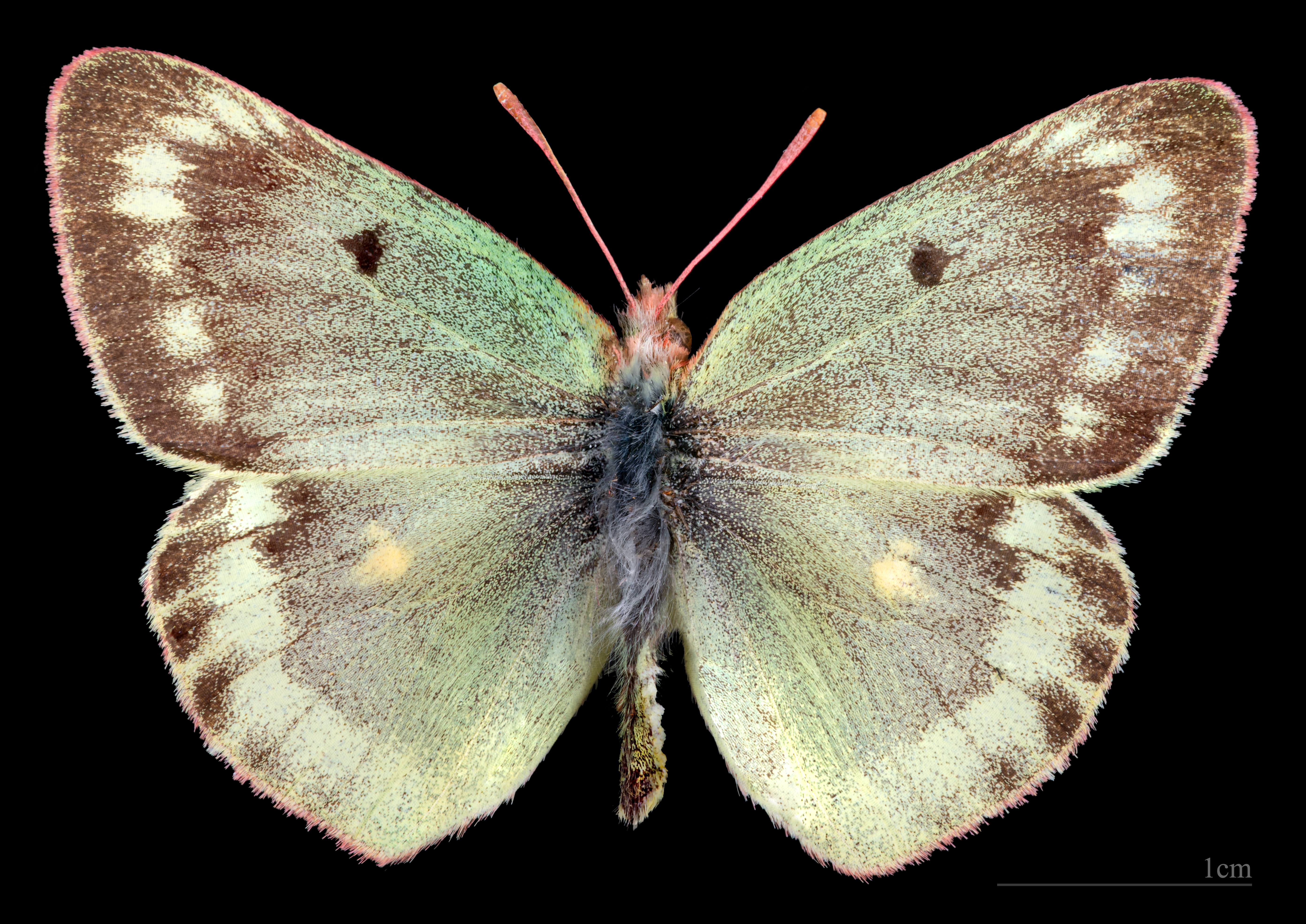
Alpen-Gelbling (Colias phicomone)

Der Postillon (Colias croceus) ist ein weit verbreiteter Wanderfalter, der häufig von Südeuropa nach Mitteleuropa zufliegt. Ebenfalls weit verbreitet sind die Goldene Acht (Colias hyale), die auf Streuobstwiesen, Feuchtwiesen und Mager- und Trockenrasen vorkommt und der Südliche Heufalter (Colias alfacariensis), der auf kalkreichen Mager- und Trockenrasen und in trockenen Gebüsch- bzw. Waldsäumen anzutreffen ist. Die Raupe des Hochmoorgelblings (Colias palaeno) ist an Rauschbeere (Vaccinium uliginosum)  gebunden, die in Deutschland, Österreich und der Schweiz nur in Hochmooren wächst. Der Alpen-Gelbling (Colias phicomone) kommt nur auf Almwiesen in europäischen Hochgebirgen von 900 etwa 3000 Meter über NN vor. Die Steppenarten Colias erate, Hellorangegrüner Heufalter (Colias chrysotheme) und Regensburger Gelbling (Colias myrmidone) kommen nur in Österreich vor, wobei Letztere im deutschen Grenzgebiet zu Österreich im Jura bei Regensburg seine westliche Verbreitungsgrenze hat.
Weitere Arten in Europa sind Colias aurorina in den Gebirgen Griechenlands, Colias caucasica im westlichen Kaukasus und die drei arktischen Arten Colias hecla ssp. sulitelma, Colias tyche und Colias werdandi im arktischen Skandinavien.

### Arten
Die nordamerikanischen Arten cesonia und eurydice werden heute nicht mehr der Gattung Colias, sondern der nur aus diesen beiden Arten bestehenden Gattung Zerene zugeordnet. Der Hybrid aus dem grünlichen C. nastes mit dem orangen C. hecla wird als boothii bezeichnet.
- Colias adelaidae Verhulst, 1991
- Colias aegidii Verhulst, 1990, Asien
- Colias aias Fruhstorfer, 1903, Asien
- Colias alexandra Edwards, 1863 Nordamerika
- Colias alfacariensis (Staudinger, 1871) Europa, Asien
- Colias alpherakii Staudinger, 1882, Asien
- Colias alta Staudinger, 1886, Asien
- Colias arida Alphéraky, 1889, Asien
- Colias aurorina (Herrich-Schäffer, 1850) Europa, Asien
- Colias behrii Edwards, 1866, Nordamerika
- Colias berylla Fawcett, 1904
- Colias canadensis Ferris, 1982, Nordamerika
- Colias caucasica (Staudinger, 1871) Europa, Asien
- Colias chlorocoma Christoph, 1888, Asien
- Colias christina Edwards, 1863, Nordamerika
- Colias christophi Grum-Grshimailo, 1885, Asien
- Colias chrysotheme (Esper, 1781), Europa, Asien
- Colias cocandica Erschoff, 1874, Asien
- Colias croceus (Geoffroy, 1785) Afrika, Asien, Europa
- Colias dimera Doubleday, 1847, Südamerika
- Colias diva Grum-Grshimailo, 1891, Asien
- Colias dubia Fawcett, 1906, Asien
- Colias electo (Linnaeus, 1763), Afrika, Asien
- Colias eogene C. & R. Felder, [1865], Asien
- Colias erate (Esper, 1805) Afrika, Asien, Europa
- Colias erschoffii Alphéraky, 1881, Asien
- Colias eurytheme Boisduval, 1852, Nordamerika, Mittelamerika
- Colias euxanthe C. & R. Felder, 1865, Südamerika
- Colias felderi Grum-Grshimailo, 1891, Asien
- Colias fieldii Ménétriés, 1855, Asien
- Colias flaveola Blanchard, 1852, Südamerika
- Colias gigantea Strecker, 1900, Nordamerika
- Colias grumi Alpheraky
- Colias harfordii H. Edwards, 1877, Nordamerika
- Colias hecla (Lefèbvre, 1836) Asien, Nordamerika
- Colias heos (Herbst, 1792), Asien
- Colias hyale (Linnaeus, 1758) Asien, Europa
- Colias hyperborea Grum-Grshimailo, 1899, Asien
- Colias interior Scudder, 1862, Nordamerika
- Colias lada Grum-Grshimailo, 1888, Asien
- Colias ladakensis Felder & Felder, 1865, Asien
- Colias leechi Grum-Grshimailio, 1893
- Colias lesbia (Fabricius, 1775), Südamerika
- Colias marcopolo Grum-Grshimailo, 1888, Asien
- Colias marnoana Rogenhofer, 1884, Afrika
- Colias meadii Edwards, 1871, Nordamerika, Asien
- Colias minisni Bean, 1895, Nordamerika
- Colias montium Oberthür, 1886, Asien
- Colias mossi Rothschild, 1913
- Colias myrmidone (Esper, 1781) Europa
- Colias nastes Boisduval, 1832, Nordamerika , Asien
- Colias nebulosa Oberthür, 1894, Asien
- Colias nilagiriensis C. & R. Felder, 1859, Asien
- Colias nina Fawcett, 1904
- Colias occidentalis Scudder, 1862, Nordamerika
- Colias palaeno (Linnaeus, 1761) Asien, Europa, Nordamerika
- Colias pelidne Boisduval & Le Conte, [1829], Nordamerika
- Colias phicomone (Esper, 1777), Europa
- Colias philodice Godart, 1819, Nordamerika Mittelamerika
- Colias poliographus Motschulsky, 1860, Asien
- Colias ponteni Wallengren, 1860, Südamerika
- Colias regia Grum-Grshimailo, 1887, Asien
- Colias romanovi Grum-Grshimailo, 1885, Asien
- Colias sagartia Lederer, 1869, Asien
- Colias scudderii Reakirt, 1865, Nordamerika
- Colias shahfuladi Clench & Shoumatoff, 1956, Asien
- Colias sieversi Grum-Grshimailo, 1887, Asien
- Colias sifanica Grum-Grshimailo, 1891, Asien
- Colias staudingeri Alphéraky, 1881, Asien
- Colias stoliczkana Moore, 1882, Asien
- Colias tamerlana Staudinger, 1897, Asien
- Colias thisoa Ménétriés, 1832, Asien
- Colias thrasibulus Fruhstorfer, 1908
- Colias tibetana Riley, 1922, Asien
- Colias tyche (Böber, 1812) Asien, Europa, Nordamerika
- Colias vauthierii Guérin-Méneville, [1830], Südamerika
- Colias wanda Grum-Grshimailo, Asien
- Colias weberbaueri Strand, 1912
- Colias werdandi Zetterstedt, 1840, Europa
- Colias wiskotti Staudinger, 1882, Asien